# Jan Palthe
Jan Palthe, né le 14 février 1717 à Deventer et mort le 24 juin 1769 à Leyde, est un portraitiste néerlandais.

## Famille

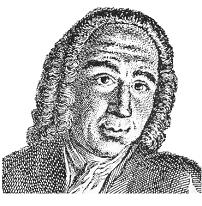
Portrait de son père Gerard Palthe, extrait du De nieuwe schouburg der nederlantsche kunstschilders.

Son père Gérard (Gerhard-Jan ou Gerrit-Jan) (21 juillet 1681 Denekamp -30 juillet 1767 Deventer) est le fils d’un pasteur de l'Église wallonne. Gérard est « attiré par l’art dès son plus jeune âge. Lorsque son père (qui était le pasteur de la localité) le remarqua, il l’envoya à Amsterdam chez le portraitiste Juriaen Pool car il n’y avait pas de professeur de peinture. »
Élève   de Gérard Dou à Leyde ville célèbre pour son école de peinture dite de la peinture fine  et continuée par Frans van Mieris,il peint sur  panneau, des petites scènes de la vie quotidienne, à la manière de Godfried Schalken, on y mange, boit, joue,  on s’adonne aux activités de la vie en société, éclairé à la lueur de bougies. 
Après sa formation, Gérard, exerce quelque temps à Amsterdam. Il épouse Lena Leferink le 7 octobre 1714 à Denekamp, exerce à Delden où naît une fille puis s’installe à Deventer où très rapidement, il acquiert une certaine réputation en réalisant des portraits de personnalités locales pour lesquels il reçoit des critiques très élogieuses. 
Van Gool rapporte que lorsqu’il rendit en 1750 visite à son fils  Jan à Leyde, Gérard,  âgé de près de 70 ans, travaillait encore.
Aujourd’hui, seule une dizaine de tableaux lui sont attribués et figurent  dans des collections privées ou publiques (Musée du Prado à Madrid,  Amsterdam).
Gérard forma ses trois fils à la peinture et réalisa vers 1740 le portrait de son fils Jan. Cette œuvre met en évidence à la fois son art du portrait et  celui des scènes d’intérieur. 
- Adriann (8 septembre 1718 Deventer- 12 juillet 1774 Spaarnedam) secrétaire du comte Wassenaer Obdam[2]. Il réalisait des copies à la gouache et des dessins de tableaux  célèbres. Il fut un très bon peintre amateur.

- Anthony Palthe (17 novembre 1726 Deventer - 3 mai 1772 Amsterdam) est  aussi portraitiste mais  n’aurait pas atteint le niveau de son frère Jan. Il développa un atelier de papier peint.

## Carrière

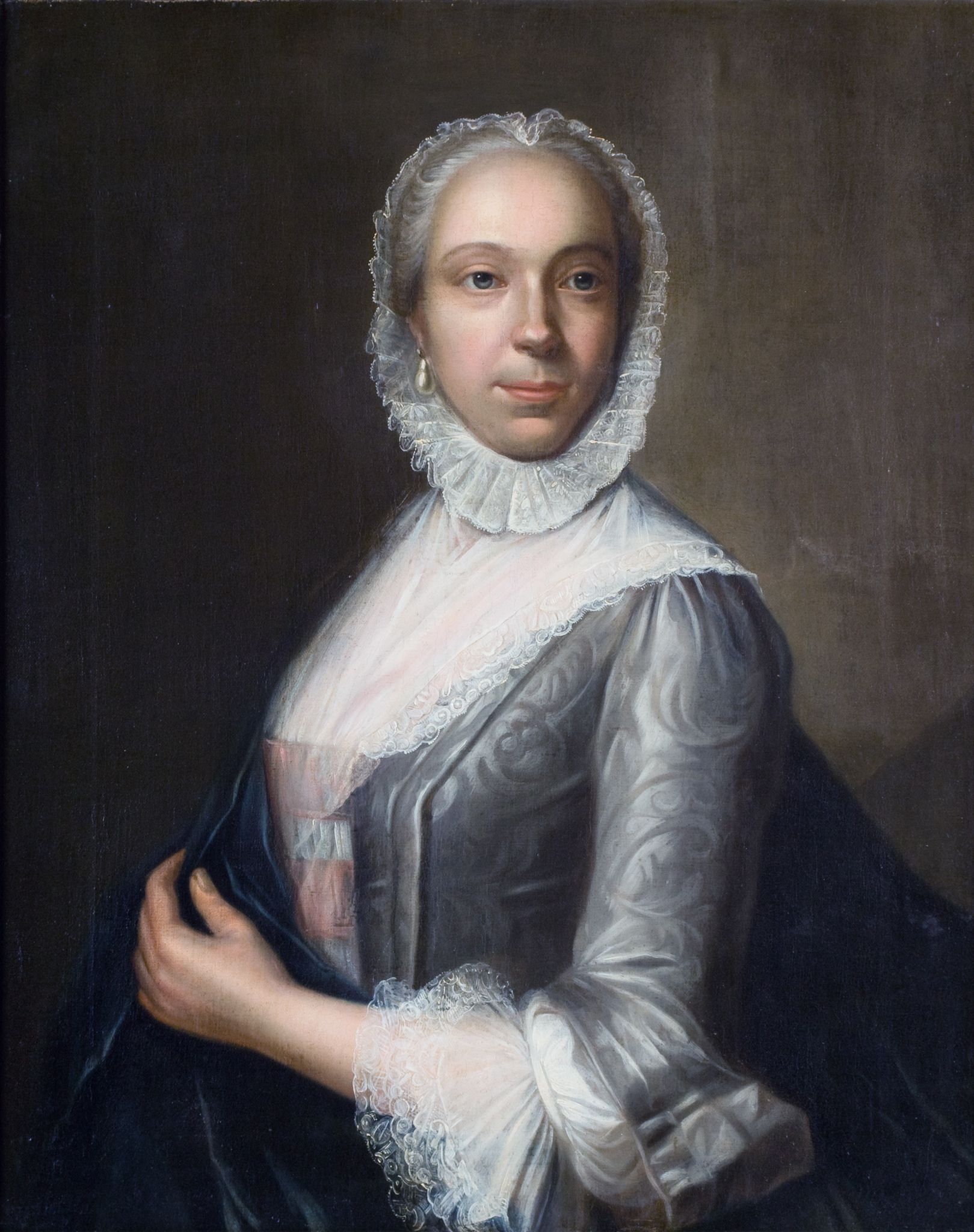
Sara Jacoba Lammers seconde femme du pasteur Kluppel par Jan Palthe Stedelijk museum Zwolle.

Après avoir appris la peinture dans l'atelier  de son père, Jan Palthe s'installe, en 1742, à 25 ans à Leyde.
Son nom figure sur les registres de l'Académie, subventionnée par la ville, qui regroupait  les peintres professionnels et dont la principale activité était l’organisation de séances de peinture en public. Lors de la visite en 1750 de Van Gool il bénéficie d'une certaine notoriété comme portraitiste. 
Il effectue de nombreux séjours en Zélande en particulier à Middelbourg  où Van Dyk était installé dans sa jeunesse. Jan Palthe y réalise de nombreux  portraits de notables et aristocrates 
Il épouse le 14 février 1756 à Leyde Johanna de Kanter veuve de Johan de Munck fils de Jan de Munck, architecte de la ville de Middelbourg et de  sa femme Catarina Duyneweg,  dont il exécuta les portraits
À  sa mort en 1769, il est commissaire-priseur. Comme beaucoup de peintres de l’époque il faisait aussi le commerce de tableaux et d’objets d’art. Il est en relation  avec de nombreux amateurs et en particulier français  comme Desfriches il lui écrit régulièrement et lui propose en septembre 1766 deux  tableaux de Van Huysum provenant de la collection de Mme de la Cour à Leyde et lui demande en rétribution  un dessin de sa main
Une vente aux enchères eut lieu le mardi 20 mars 1770 au domicile de sa veuve. Le  catalogue de la vente mentionne pas moins de 263 tableaux parmi lesquels des œuvres de Rubens, Jordaens, Anthony van Dijk, Titien, Véronèse, Rembrandt, Frans Hals. Le catalogue comprend une seule œuvre de son père Gerhard le n° 130 «Groupe de musiciens éclairé à la bougie » et une œuvre de son frère  A. M. Palthe, le n° 129 « Femme endormie, près d’une table où un enfant mange de la bouillie d’un bol à la lumière d’une bougie». d’après un original de son père. Il n’y  figure aucune  peinture de Jan Palthe lui-même.
D’après l’ « Histoire nationale de l’Art » ouvrage paru de 1816 à 1840, Jan Palthe fut un excellent portraitiste. Depuis son nom est régulièrement cité dans les ouvrages consacré aux peintres hollandais mais il demeure peu connu du grand public.
Il réalisa le portrait du musicien Carlo Tessarini mais parmi tous les portraits celui de son frère Anthony peint vers 1767, aujourd'hui non localisé, semble  avoir été l’une de ses œuvres les plus achevées, un réel chef d’œuvre peint de main de maître et dans lequel on pouvait clairement reconnaître qu’il avait étudié le style de Rembrandt et s’en inspirait non sans succès.

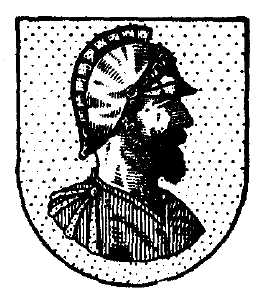
Armoiries de la famille Palthe.

Une soixantaine de  portraits sont répertoriés et détenus par les musées de  Leyde, Amsterdam, Haarlem, Deventer, Zwolle, Middelburg et  des collections privées.

## Blason
D’or à la tête de centurion romain carnation, coiffé d’un casque d’argent au cimier de gueules et vêtu d’une tunique de gueules. 
Cimier : un  heaume de gentilhomme ancien au vol d’azur et d’argent. Lambrequins d’argent et d’azur